# Cyrtodactylus sadleiri
Cyrtodactylus sadleiri är en ödleart som beskrevs av  Wells och WELLINGTON 1985. Cyrtodactylus sadleiri ingår i släktet Cyrtodactylus och familjen geckoödlor. Inga underarter finns listade i Catalogue of Life.